# Ніколаєвка (Упоровський район)
Нікола́євка (рос. Николаевка) — село у складі Упоровського району Тюменської області, Росія.
Населення — 9 осіб (2010, 14 у 2002).
Національний склад станом на 2002 рік:
- росіяни — 100 %